# Angie Scarth-Johnson
Angelina «Angie» Margarita Scarth-Johnson (* 20. Mai 2004 in Canberra) ist eine australische Sportkletterin mit tongaischen und spanischen Wurzeln. Sie ist für Begehungen von Kletterrouten in hohen Schwierigkeitsgraden bekannt.

## Karriere
Nachdem sie im Alter von sieben Jahren von einem Baum gefallen war, wurde Angie Scarth-Johnson von ihrem Vater in eine lokale Kletterhalle gebracht, um sicherer zu klettern. Bald darauf machte sie mit ihrem Talent auf sich aufmerksam. Im Alter von nur neun Jahren kletterte sie 2013 die 8b-Route (5.13d) Swingline in Red River Gorge, USA. Ein Jahr später beging sie Welcome to Tijuana. Als jüngste Person überhaupt gelang ihr so eine Route des Grades 8c (5.14b).
2017 wurde sie zur erst zweiten australischen Frau nach Monique Forestier, die eine Route des Grades 8c+ (5.14c) begangen hatte. Dabei war sie nur zwölf Jahre alt.
Im Hinblick auf die Olympischen Sommerspiele in Tokio 2020 begann sie vermehrt, auch an Wettkämpfen teilzunehmen. Bei den Jugendweltmeisterschaften 2019 in Arco, Italien, belegte sie in der Disziplin Bouldern den vierten, im Lead (Schwierigkeitsklettern) den zehnten und in der Kombination den fünften Platz. Kurz darauf verpasste sie knapp die Qualifikation für die Olympischen Spiele. Im Anschluss reiste sie nach 'Eua, eine zu Tonga gehörende Insel, um dort einerseits ihre Kletterfähigkeiten weiter zu verbessern, anderseits um ihre Familie väterlicherseits besser kennenzulernen. Aus dieser Reise ist der Film Pacific Lines entstanden.
Mit Victimas del Futur in Margalef, Spanien, wurde sie zur ersten Australierin, die eine 9a-Route (5.14d) geklettert hat. 2022 gelangen ihr die Begehung zwei weitere mit diesem Grad bewerteten Routen: Victimas Pérez in Margalef, Spanien, und Pornographie, in Céüse, Frankreich.
Angie Scarth-Johnson wird unter anderem von Redbull, The North Face, Tenaya und Camp gesponsert.

## Erfolge am Fels (Auswahl)

### 9a (5.14d)
- Victimas del Futur – Margalef, Spanien – September 2021 – der Grad der Route ist nach dem Abbruch eines Griffes umstritten und wird meist mit 8c+/9a angegeben[2]
- Víctimas Pérez – Margalef, Spanien – Juni 2022[1]
- Pornographie – Céüse, Frankreich – 23. August 2022 – als erste Frau[9]

### 8c+ (5.14c)
- Lucifer – Red River Gorge, USA – 2017 – im Alter von 12 Jahren[10]
- Pedra, paper, tisora – Margalef, Spanien – 2019

### 8c (5.14b)
- Zipayorik ez – Margalef, Spanien – April 2022 – teilweise mit 8c/+ bewertet[11]
- L'Espiadimonis – Margalef, Spanien – 2016[12]
- Welcome to Tijuana – Rodellar, Spanien – 2014 – im Alter von nur 10 Jahren, als jüngste Person überhaupt[13]

### 8b (5.13d)
- Swingline – Red River Gorge, USA – 2013 – im Alter von nur 9 Jahren[14]
- Pur et dur – Margalef, Spanien – Juni 2022 – flash[15]